# 短柄龙胆
短柄龙胆（学名：Gentiana stipitata）为龙胆科龙胆属的植物。分布在尼泊尔、印度以及中国大陆的西藏、四川、青海等地，生长于海拔3,200米至4,600米的地区，一般生长在河滩、高山草甸、高山灌丛草甸、沼泽草甸以及阳坡石隙内，目前尚未由人工引种栽培。

## 异名
- Gentiana stipitata Edgew. ssp. tizuensis (Franch.) T. N. Ho
- Gentiana tizuensis Franch.